# Albert Londres
Albert Londres (n. 1 noiembrie 1884, Vichy, Auvergne, Franța – d. 16 mai 1932, Golful Aden, Djibouti) a fost un jurnalist și un scriitor francez.
„Sunt convins că un jurnalist nu este un copil de cor și că rolul său nu este de a sta în spatele procesiunii, cu mâna în coșul cu petale de trandafir. Meseria noastră nu constă în faptul de a provoca plăcere, nici de a provoca durere, ci de a introduce stiloul în rană”. Această maximă a lui Albert Londres rezumă foarte bine idealul său în calitate de «profesionist al informației» și a rămas o maximă de referință pentru numeroși jurnaliști francezi. Din 1933, Premiul Albert Londres recompensează cei mai buni jurnaliști francofoni.

## Familie
Albert Londres s-a născut la 1 octombrie, în Vichy.